# Klaus Suchanek
Klaus Suchanek (* 30. Oktober 1961) ist ein ehemaliger deutscher Fußballspieler.

## Sportlicher Werdegang
Suchanek spielte zunächst in Cadolzburg für den dort ansässigen Mehrspartensportverein TSV Cadolzburg, bevor er in die Jugendmannschaft des 1. FC Nürnberg wechselte. Im Alter von 17 Jahren gehörte er der A-Jugendmannschaft der Nürnberger an, die am 29. Juli 1979 das Endspiel um die Deutsche A-Junioren-Meisterschaft erreichte. Im Karlsruher Wildparkstadion verlor er jedoch mit seiner Mannschaft vor 9.000 Zuschauern mit 1:2 gegen die A-Jugendmannschaft der Stuttgarter Kickers. Nach einer weiteren Saison für die A-Jugendmannschaft, aus der er entwachsen war, wurde er von der SpVgg Fürth verpflichtet. Für die in der Staffel Süd der seinerzeit und letztmalig ausgetragenen zweigleisigen 2. Bundesliga vertretenen Mannschaft bestritt er 17 Punktspiele. Sein Debüt gab er am 15. August 1980 (3. Spieltag) beim 2:1-Sieg im Heimspiel gegen Kickers Offenbach mit Einwechslung für Werner Orf in der 78. Minute. Am 20. Dezember 1980 (18. Spieltag) gelangen ihm beim 8:0-Sieg im Heimspiel gegen Borussia Neunkirchen mit den Treffern zum 2:0 und 3:0 innerhalb von fünf Minuten seine ersten beiden Tore im Seniorenbereich. In der Saison 1981/82 wurde er in keinem Pflichtspiel eingesetzt. In der Folgesaison, an dessen Ende er und seine Mannschaft in die Bayernliga absteigen mussten, kam er in elf Punktspielen und im Erstrundenspiel des DFB-Pokalwettbewerbs, bei der 1:3-Niederlage bei der SpVgg Bayreuth, als Einwechselspieler in der 70. Minute zum Einsatz. 1983/84 folgten drei weitere Pokal- und 19 Punktspiele für ihn. Sein letztes Punktspiel bestritt er in der Folgesaison am 12. August 1984 (2. Spieltag) bei der 1:2-Niederlage im Auswärtsspiel gegen den FC Wacker München.
Vom 1. Dezember 1984 bis ins Jahr 1987 gehörte er der Fußballabteilung des ASV Herzogenaurach in der Staffel Mitte der Landesliga Bayern an. Anschließend folgte eine Saison für die SG Quelle Fürth in der Bezirksliga Süd, danach war er von 1988 bis 1995 für den TSV Cadolzburg, zunächst in der Bezirksoberliga Mittelfranken, danach in der Bezirksliga Süd und Nord, aktiv.

## Erfolge
- Finalist Deutsche A-Juniorenmeisterschaft 1979